# Dietilammina
La dietilammina è un composto chimico di formula C4H11N che in condizioni standard si presenta come un liquido incolore dall'odore ammoniacale.

## Caratteristiche strutturali e fisiche
Si tratta di un'ammina alifatica secondaria in cui entrambi i sostituenti N sono etili. Si tratta di un liquido fortemente alcalino, infiammabile. Il composto è solubile in: acqua, etanolo, alcoli, tetracloruro di carbonio, cloroformio e nella maggior parte dei solventi organici.
Il composto è inoltre solubile in idrocarburi paraffinici, idrocarburi aromatici e alifatici, oli minerali, acidi oleico e stearico. Il composto inoltre risulta praticamente insolubile in etere.
Spesso appare brunastro per via delle impurità. Forma vapori più densi dell'aria e durante la combustione produce ossidi di azoto tossici. Le miscele di vapore/aria sono esplosive.
Il composto deve essere tenuto separato da forti ossidanti, acidi forti, composti organici, alimenti e mangimi. Al freddo e ben chiuso.
| N. di atomi pesanti                  | 5              |
| N. di donatori di legami a idrogeno  | 1              |
| N. di accettori di legami a idrogeno | 1              |
| N. di legami ruotabili               | 2              |
| Massa monoisotopica                  | 73,089149355 u |
| Superficie polare                    | 12 Å²          |

| Gravità specifica                                  | 0,7                                     |
| Gravità specifica del vapore                       | 2.5                                     |
| Densità relativa del vapore                        | 2,5                                     |
| Densità relativa della miscela vapore/aria a 20 °C | 1,4                                     |
| Entalpia di soluzione                              | -112 cal/g                              |
| Capacità termica                                   | 1.578 J/kg*°C a 23,9 °C                 |
| Tensione di vapore                                 | 25,9 kPa a 20°C                         |
| Tensione superficiale                              | 19,85 mN/m a 25 °C                      |
| Viscosità                                          | 0,319 mPa*s a 25 °C 0,239 mPa.s a 50 °C |
| Concentrazione di saturazione dell'aria            | 757 g/m3 a 20 °C 1,117 g/m3 a 30 °C     |
| Volume critico                                     | 304 cm3/mol                             |

## Abbondanza e disponibilità
Il composto è naturalmente presente nella Cannabis sativa e nella Vitis vinifera.

## Sintesi
Il composto può essere sintetizzato:
- dalla reazione catalitica tra ammoniaca e alcol etilico ad alta temperatura e pressione;[16]
- da ioduro di etile e ammoniaca con separazione delle mono-, di- e tri-etilammine;[7]
- da cloruro di etile e ammoniaca in presenza di calore e pressione;[10]
- da acetaldeide, ammoniaca e idrogeno in presenza di un catalizzatore d'idrogenazione.[17]

## Reattività e caratteristiche chimiche
È la base coniugata del dietilammonio e attacca il metallo, alcuni tipi di plastica, la gomma and i rivestimenti.

### Spettri analitici
- 1D NMR[16]
- 13C NMR[16]
- MS[16]
- UV-vis[18]
- IR[16]

## Farmacologia e tossicologia

### Tossicologia
Il composto risulta irritante per le vie respiratorie, ovvero corrosivo per occhi e pelle. Il contatto con il composto può causare:
- inalazione: mal di gola, tosse, respiro affannoso, sensazione di bruciore retrosternale;
- cute: arrossamento, dolore, vesciche, gravi ustioni cutanee;
- occhi: arrossamento, dolore, ustioni;
- ingestione: sensazione di bruciore nella gola e nel torace, dolori addominali, diarrea, vomito, shock o collasso.

Il composto è considerato nocivo per gli organismi acquatici.
| TLV    | TWA       | 5 ppm             |
| TLV    | STEL      | 15 ppm            |
| MAK    | 6,1 mg/m3 | 6,1 mg/m3         |
| EU-OEL | TWA       | 15 mg/m3 (5 ppm)  |
| EU-OEL | STEL      | 30 mg/m3 (10 ppm) |

## Applicazioni
Il composto è utilizzato:
- nei prodotti chimici per la gomma (sintesi di dietilditiocarbammato e tiurani),[19]
- come specialità tessile,
- come solvente selettivo per la rimozione di impurità da oli, grassi e cere,[11]
- nei coloranti,
- come agente di flottazione,
- nelle resine,
- nei pesticidi,
- come inibitore della polimerizzazione,
- nei prodotti farmaceutici,
- nei prodotti chimici per il petrolio,
- nella galvanoplastica,
- come inibitore della corrosione per ferro e acciaio.[20]